# Rusty Lake Hotel
Rusty Lake Hotel è un videogioco rompicapo d'avventura ideato e sviluppato dalla Rusty Lake e pubblicato il 14 dicembre 2015.

## Trama
(Dialogo di Mr. Owl nell'incpit del gioco)
È il 1893 e Mr. Owl, proprietario del Rusty Lake Hotel, maniero che si erge su un isolotto nell'omonimo lago, chiede ad Harvey, protagonista del gioco, di occuparsi dei suoi 5 ospiti: Mr. Deer, Mr. Rabbit, Mrs. Pigeon, Mrs. Pheasant e Mr. Boar (rispettivamente con le sembianze di un cervo, di un coniglio, di un piccione, di un fagiano e di un cinghiale). In particolare, oltre a servire loro un cocktail di gamberi all'arrivo, Harvey dovrà provvedere a procurare per ciascuna sera gli ingredienti necessari alla preparazione della cena. Per fare ciò sarà necessario, una sera dopo l'altra, uccidere ciascuno degli ospiti in modo da ottenere la portata principale.
Dopo aver preparato l'ultima cena, Mr. Crow, membro dello staff dell'hotel, invita Harvey (il giocatore) a portarla nella camera privata di Mr. Owl. Qui il proprietario del maniero lo ringrazia per i ricordi, spiegando che "non sono solo la chiave del passato, ma anche del futuro". Infine lo invita ad osservare un cubo bianco, attraverso il quale si vedono una foresta con le anime degli ospiti dell'hotel uccisi nelle sere precedenti e un ascensore, con al suo interno il detective Dale Vandermeer (protagonista di altri capitoli della serie), diretto al Rusty Lake Hotel.

## Accoglienza
| Testata                          | Giudizio |
| -------------------------------- | -------- |
| GameRankings (media al 5-5-2018) | 60.00%   |
| Metacritic (media al 5-5-2018)   | 65/100   |
| Adventure Games                  | 2/5      |
| Site Twinfinite                  | 4/5      |
| Gamezebo                         | 3.5/5    |

Secondo Adventure Gamers, il gioco ha una trama debole che offre più domande che risposte. I personaggi sono spiegati talmente male che persino il personaggio più interessante, Mr. Owl, sembra essere solo un pazzo sadico che uccide per piacere. Inoltre aggiunge che l'atmosfera non è terribilmente inquietante e gli enigmi spesso non hanno senso.
Site Twinfinite, al contrario, crede che il gioco sia un puzzle abbastanza complesso, che chiede al giocatore di osservare e di avere abilità per risolvere problemi reali. Inoltre, pensa che gli arredi di ogni stanza e di ogni omicidio sono unici.
La colonna sonora, composta da Victor Butzelaar, viene considerata da alcuni recensori come impressionante, mentre per altri risulta banale.